# The Llamps
The Llamps és un grup de música de pop psicodèlic format a Perpinyà el 2014. Els seus membres són Nadège Figuerola (veu i percussió), Sebastià Girard (bateria), Philippe Argelés (teclat, veus i melodies), Renaud Picard (baix i veus), Martin Daccord (guitarra) i Cassandre Masero (veus).
Les lletres de les seves cançons són en català, francès i anglès, i el seu estil musical ha estat definit per la premsa especialitzada com un creuament entre The Velvet Underground, Syd Barrett i, fins i tot, el grup de folk nord-català dels anys 1970 Agram. Precisament Nadège Figuerola, la cantant del grup, és filla de Jaume Figuerola, un dels fundadors d'Agram el 1975.
The Llamps ha rebut el reconeixement públic de Pascal Comelade, amb qui han col·laborat en més d'una ocasió.

## Discografia
| • The Llamps (EP) (2015)                                                                           |
| -------------------------------------------------------------------------------------------------- |
| (Autoedició) 1. A través de tu 2. El masover 3. Pantalons llargs 4. El temps t'ajudarà 5. La pluja |

| • Demo (Àlbum) (2016) |
| --- |
| (Autoedició) 1. Celle que tu crois, 03:15 2. Indian Suicide, 03:26 3. Com passa el plor, 02:33 4. Perfidia, 02:12 5. Rosy, 01:56 6. Mon tour, 02:44 7. Pantalons llargs, 01:41 8. Bon vent, 04:05 |

| • Mon Tour/Perfidia (Senzill) (2017)                    |
| ------------------------------------------------------- |
| (Cougouyou Music) 1. Mon tour, 02:44 2. Perfidia, 02:12 |